# Leucadendron discolor
Espèce
Leucadendron discolor est une espèce de plantes à fleurs de la famille des Proteaceae. C'est une plante endémique des provinces du Cap en Afrique du Sud. Elle est menacée de disparition. 

## Description
Leucadendron. discolor est une plante vivace à croissance lente. La croissance du système racinaire et la propagation, de la graine à la première fleur, peuvent prendre jusqu'à deux ans. Le cultivar mâle de Lucadendron. discolor Sunset fleurit abondamment au début du printemps, dévoilant un capitule coloré. Ce capitule est constitué d'un réceptacle en forme de dôme et est densément couvert de petites fleurs mâles. 
Ces plantes ne peuvent se reproduire qu'après leur troisième année. 

## Utilisation
L'espèce a le potentiel d'être exportée commercialement en utilisant de nouvelles méthodes qui aident à l'enracinement, comme l'acide indole-3-butyrique (IBA).

## Galerie

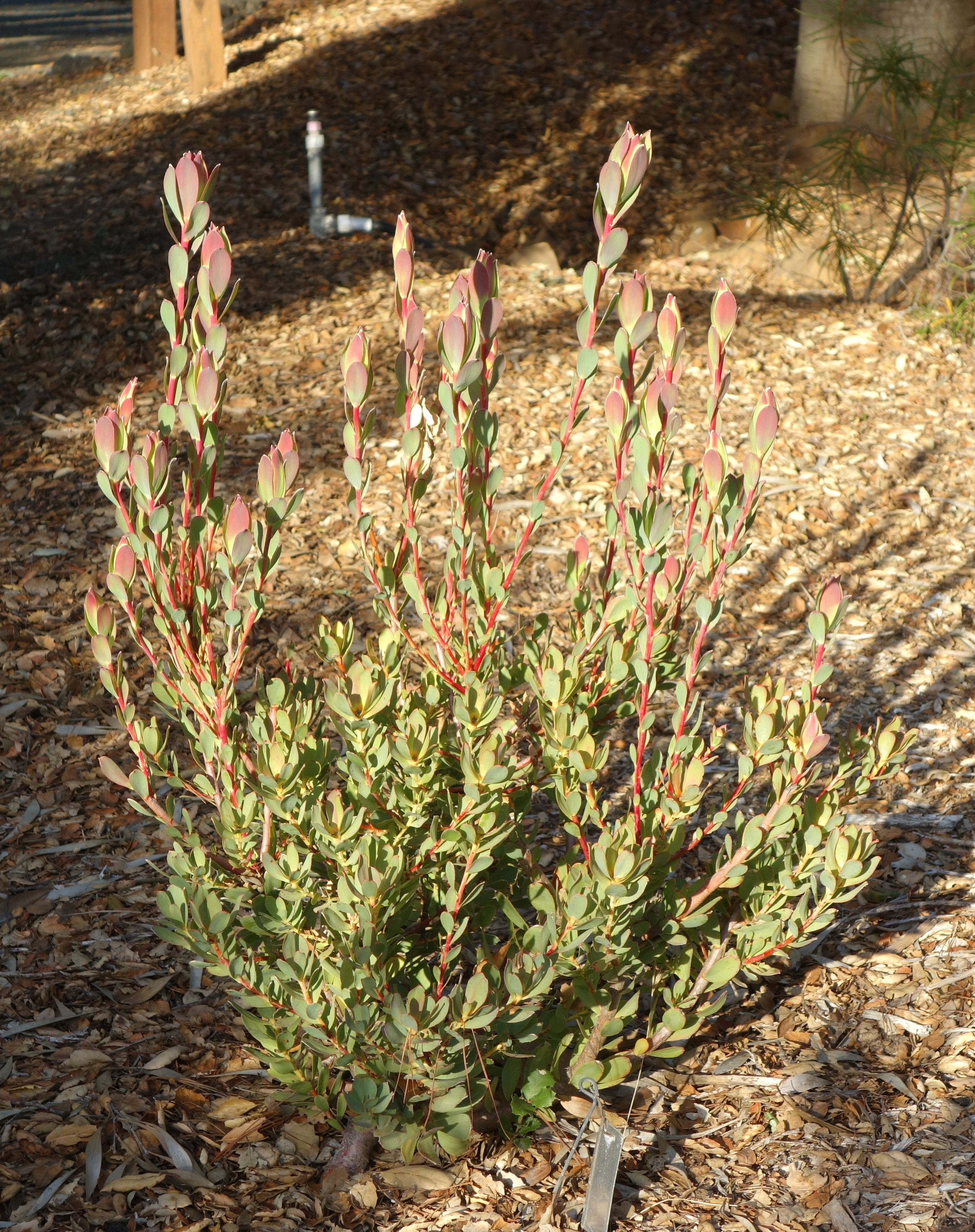
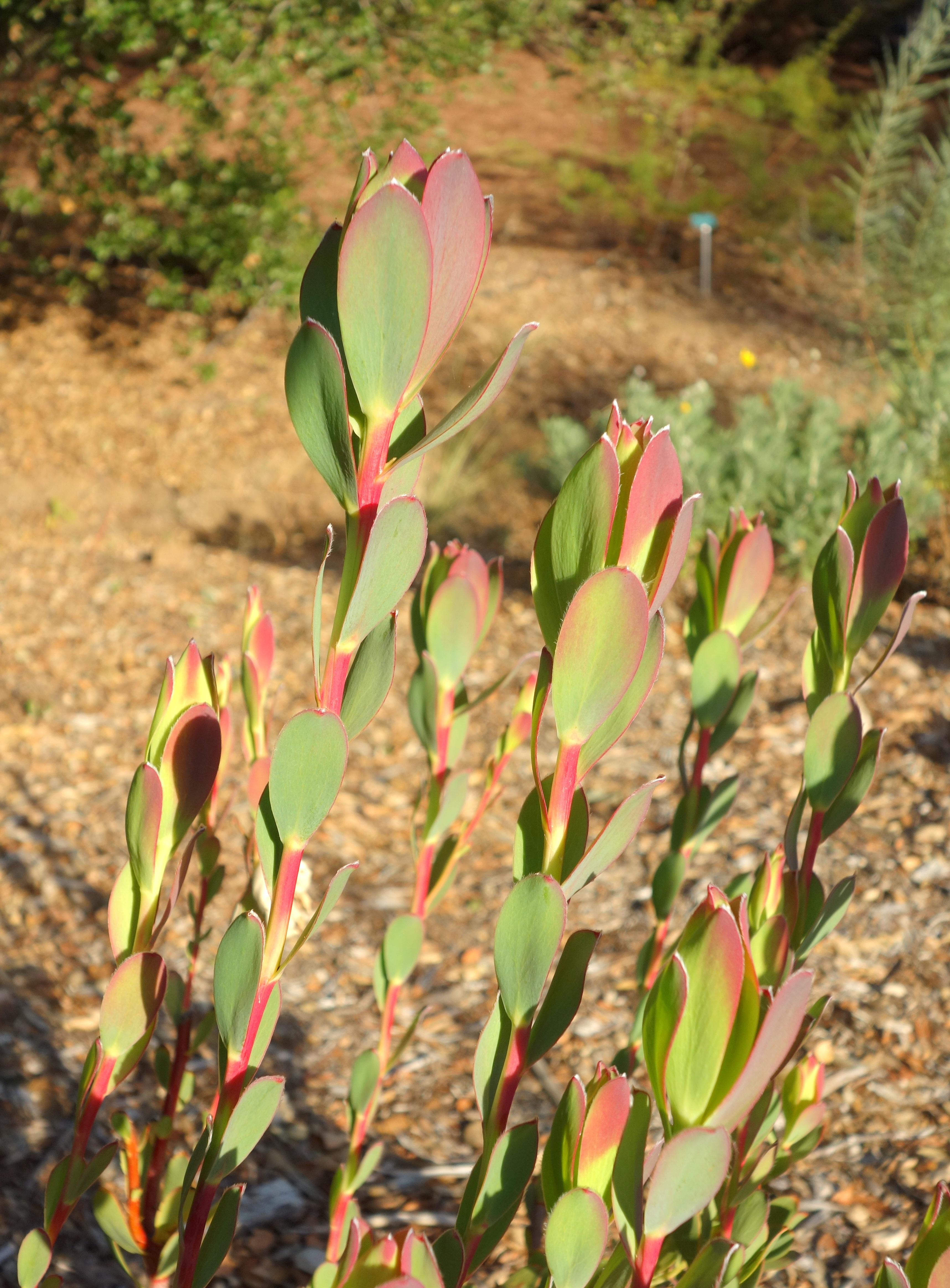
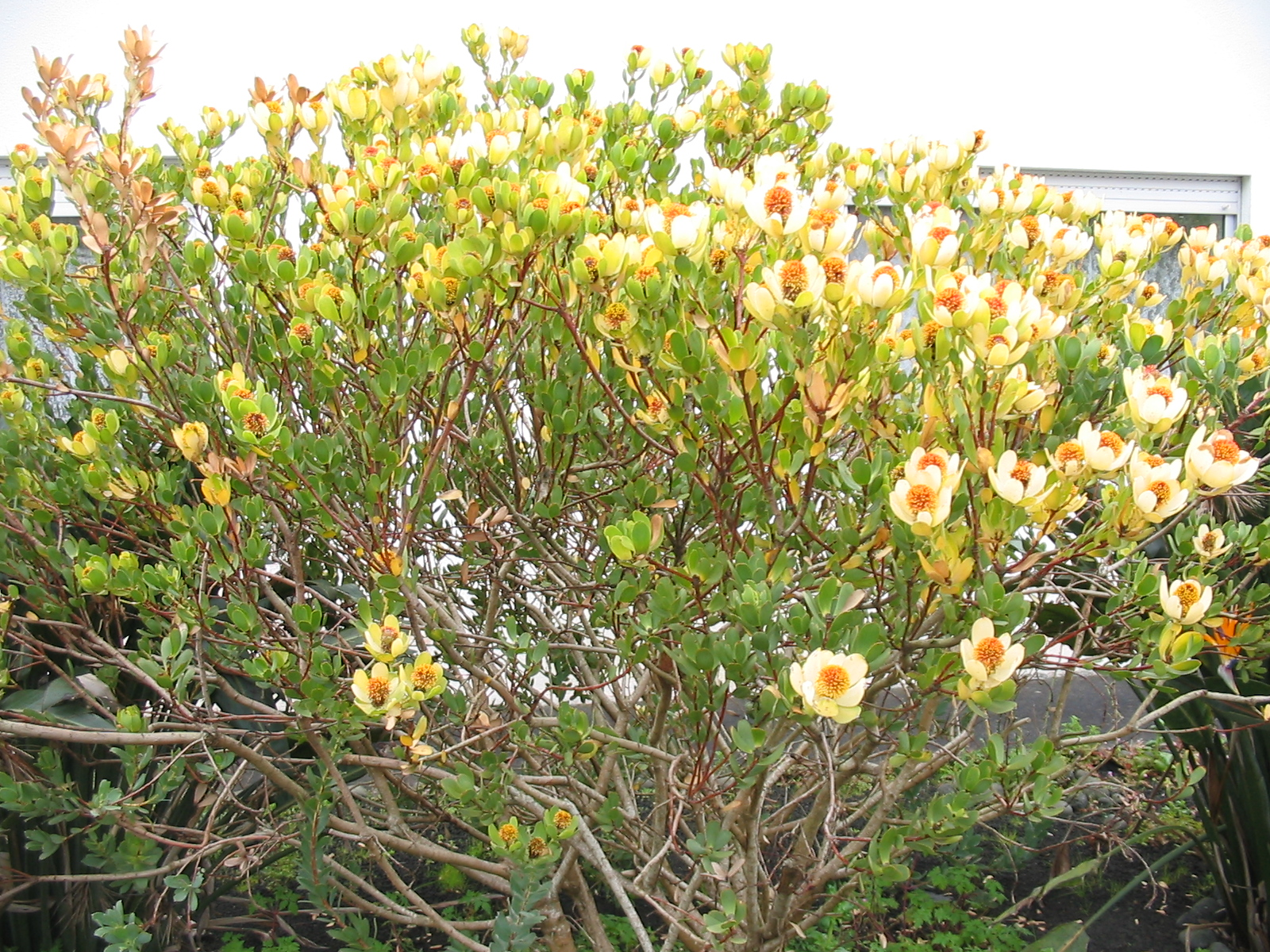
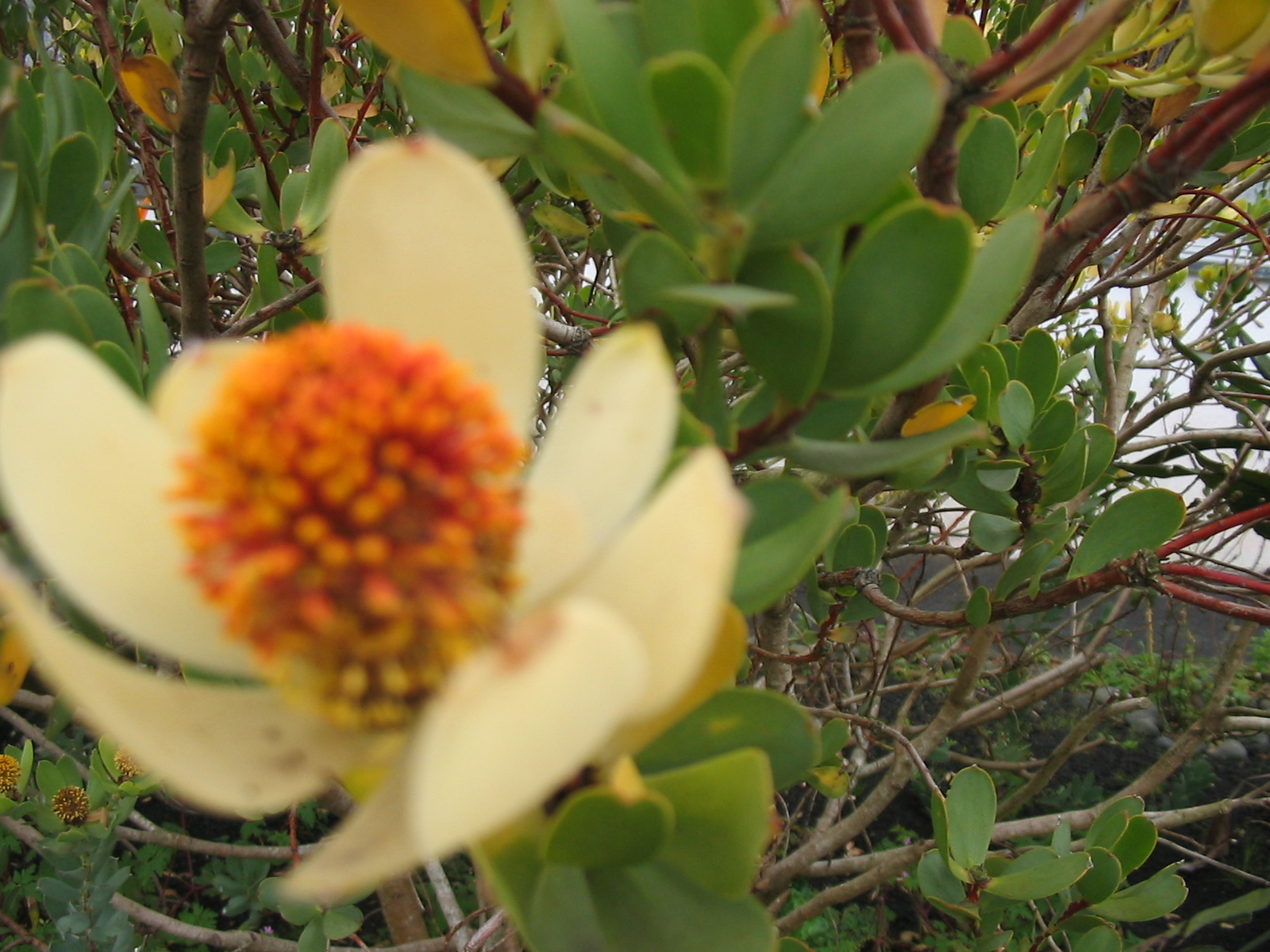
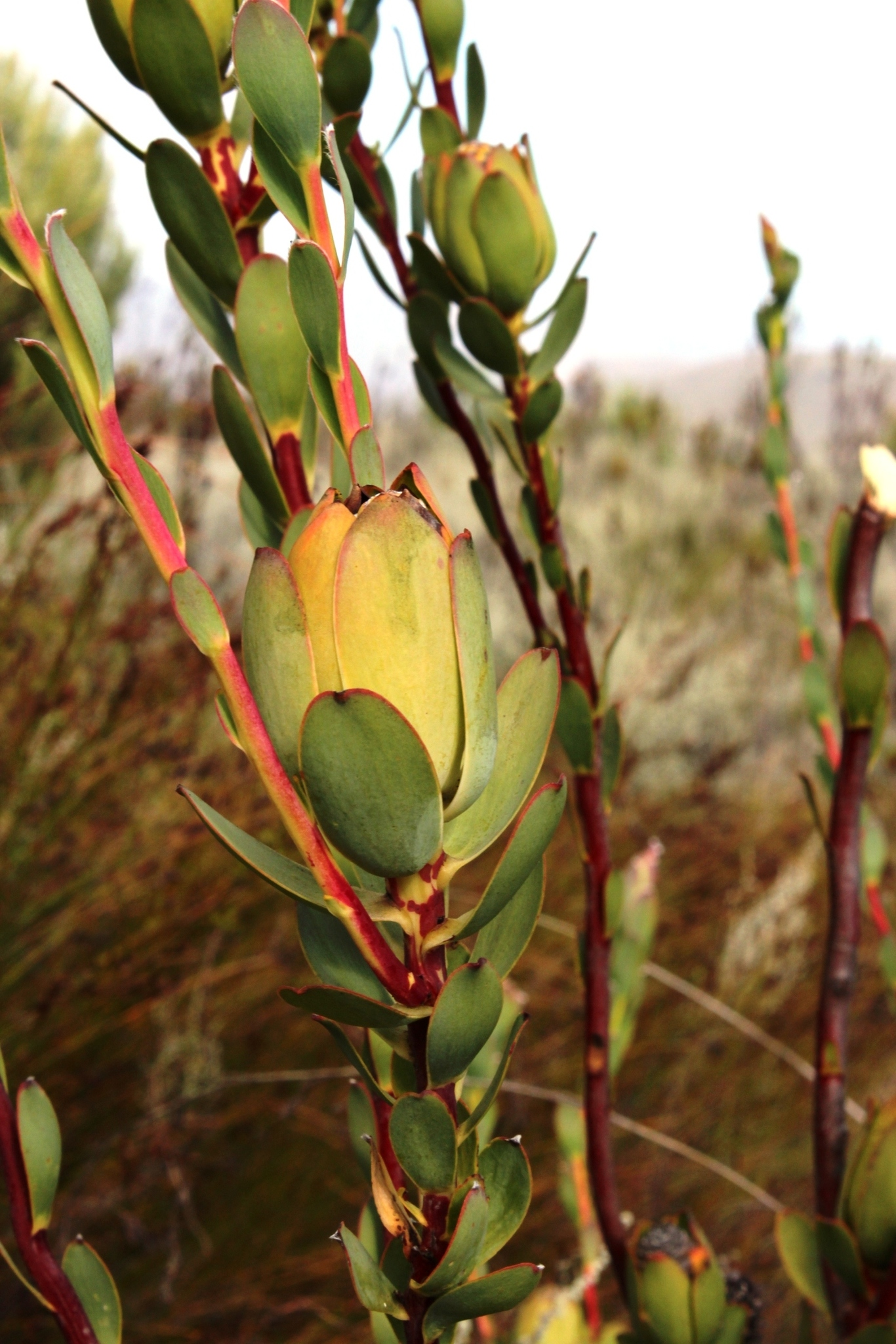
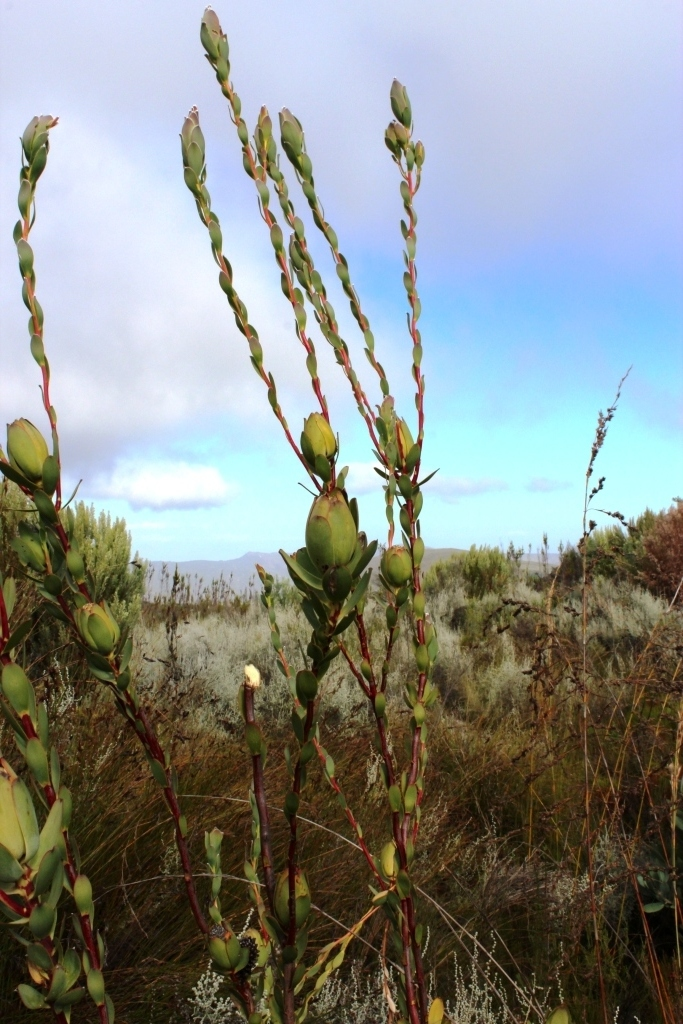
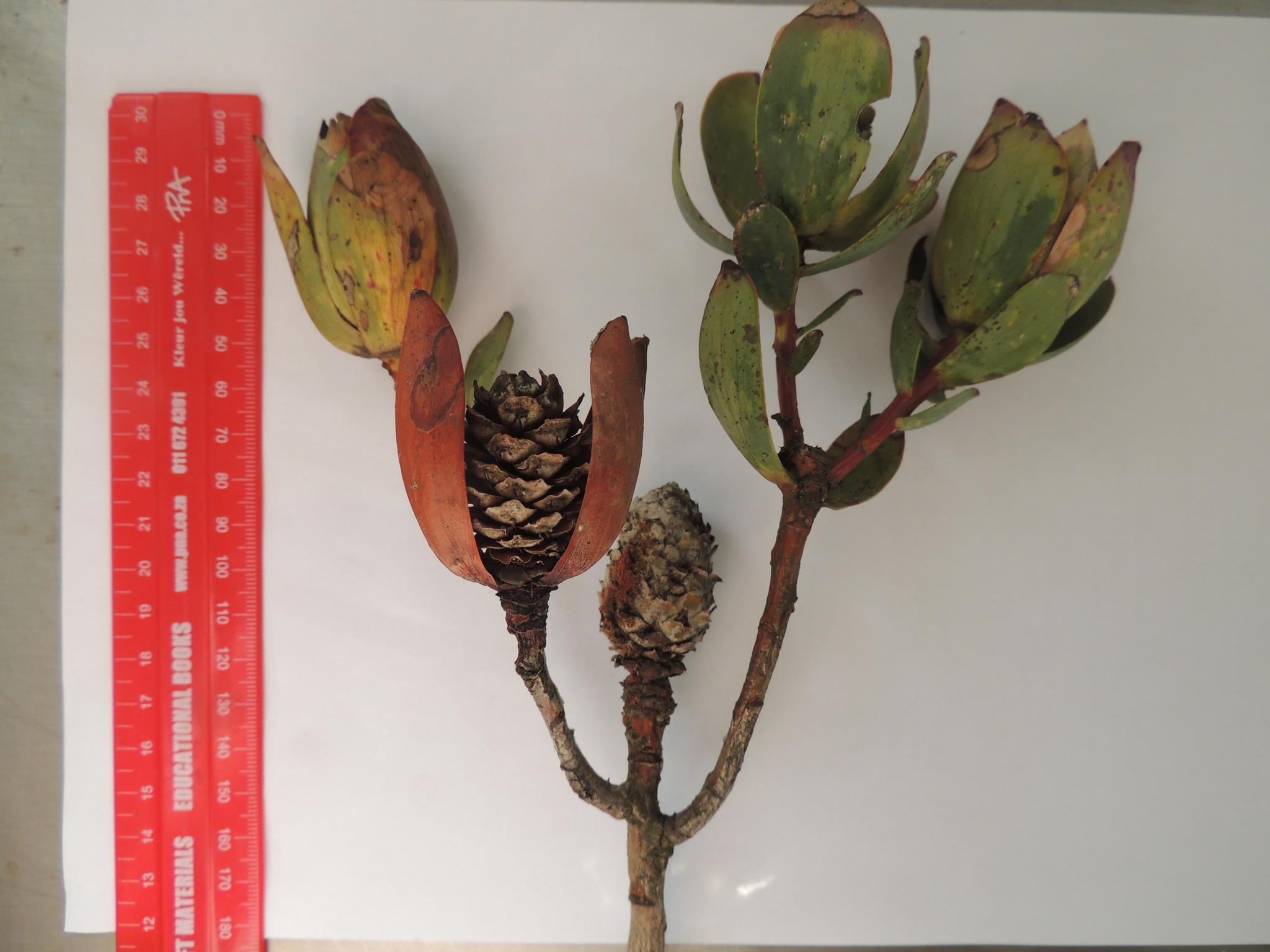
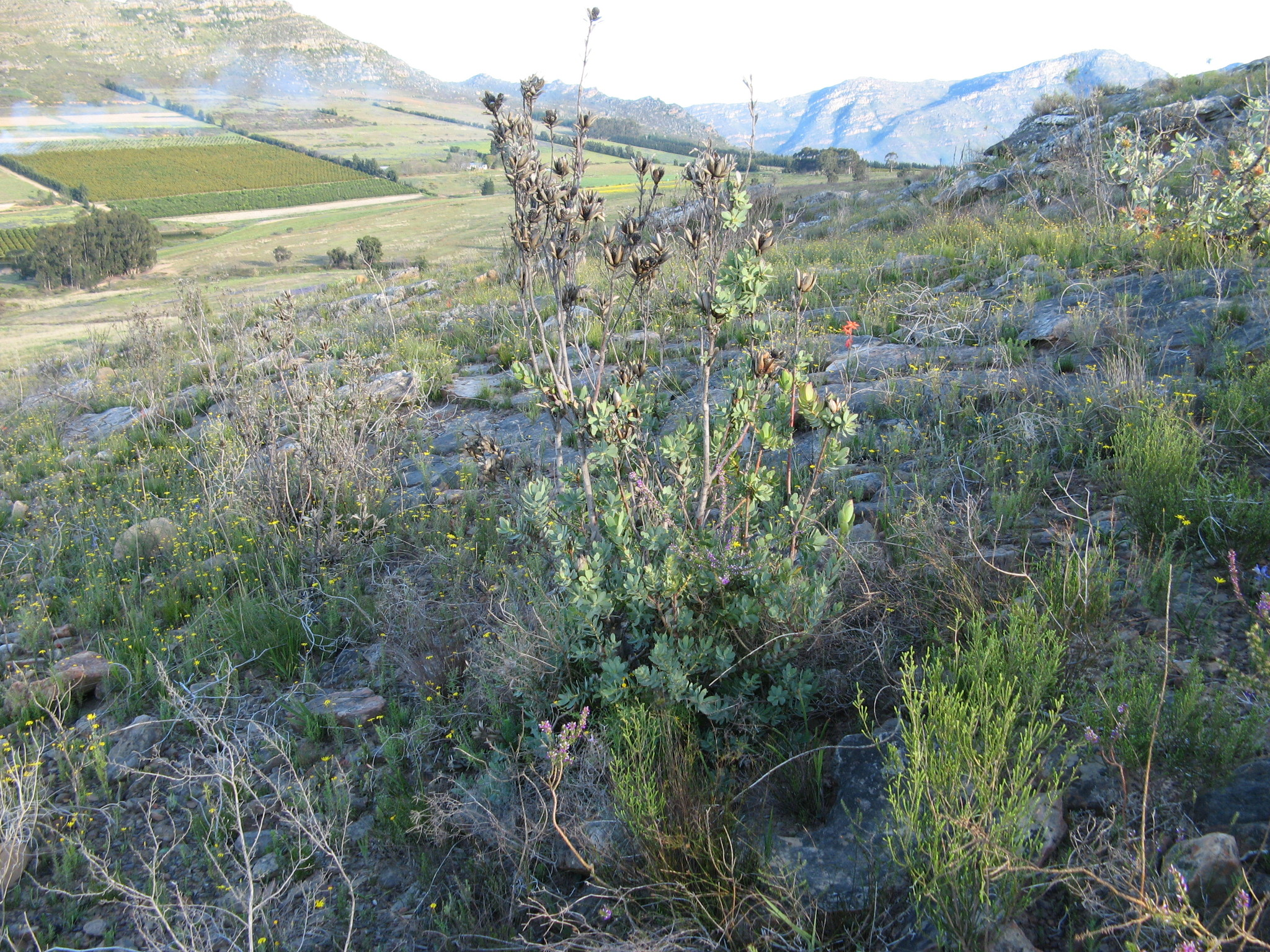
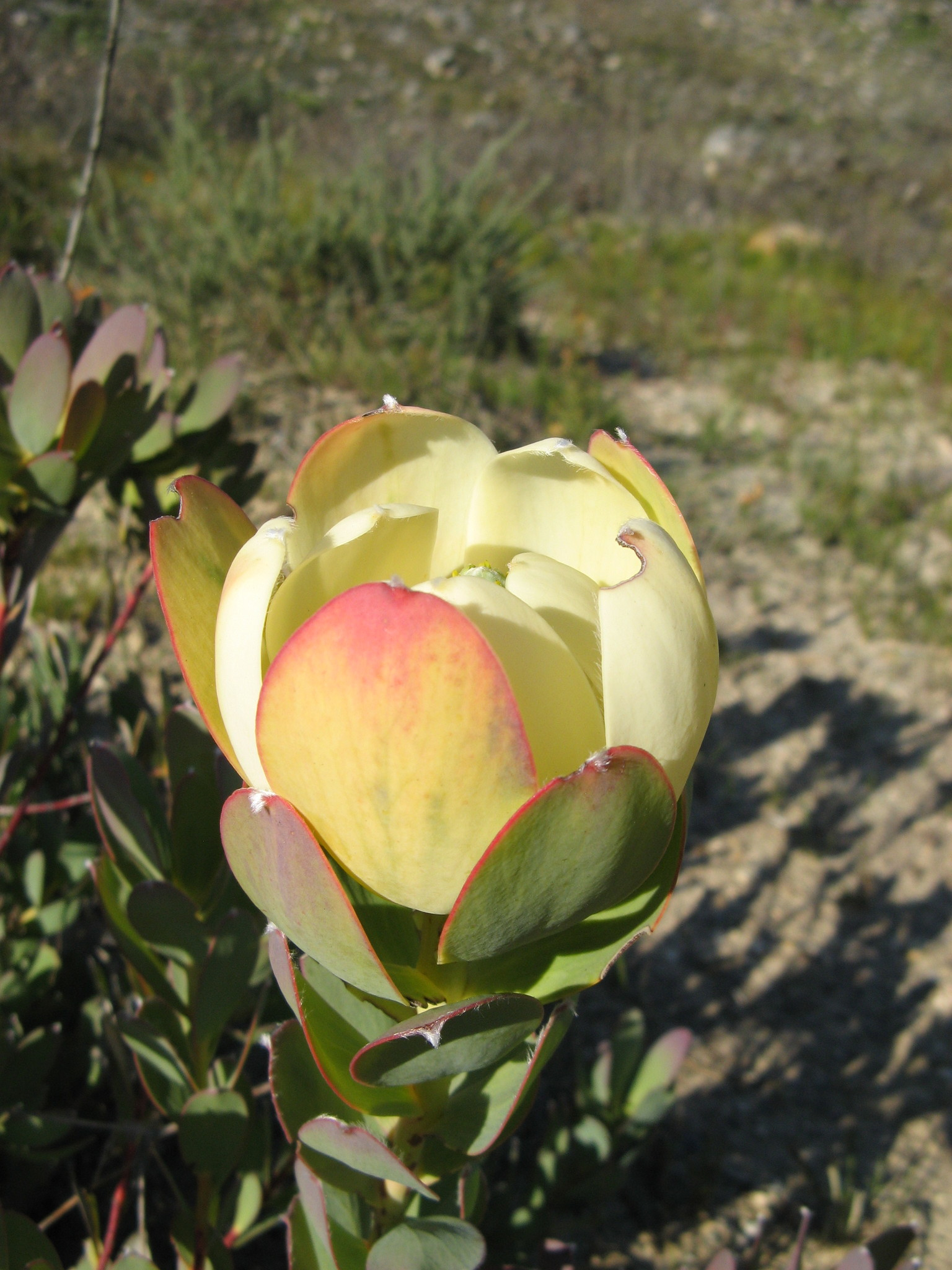
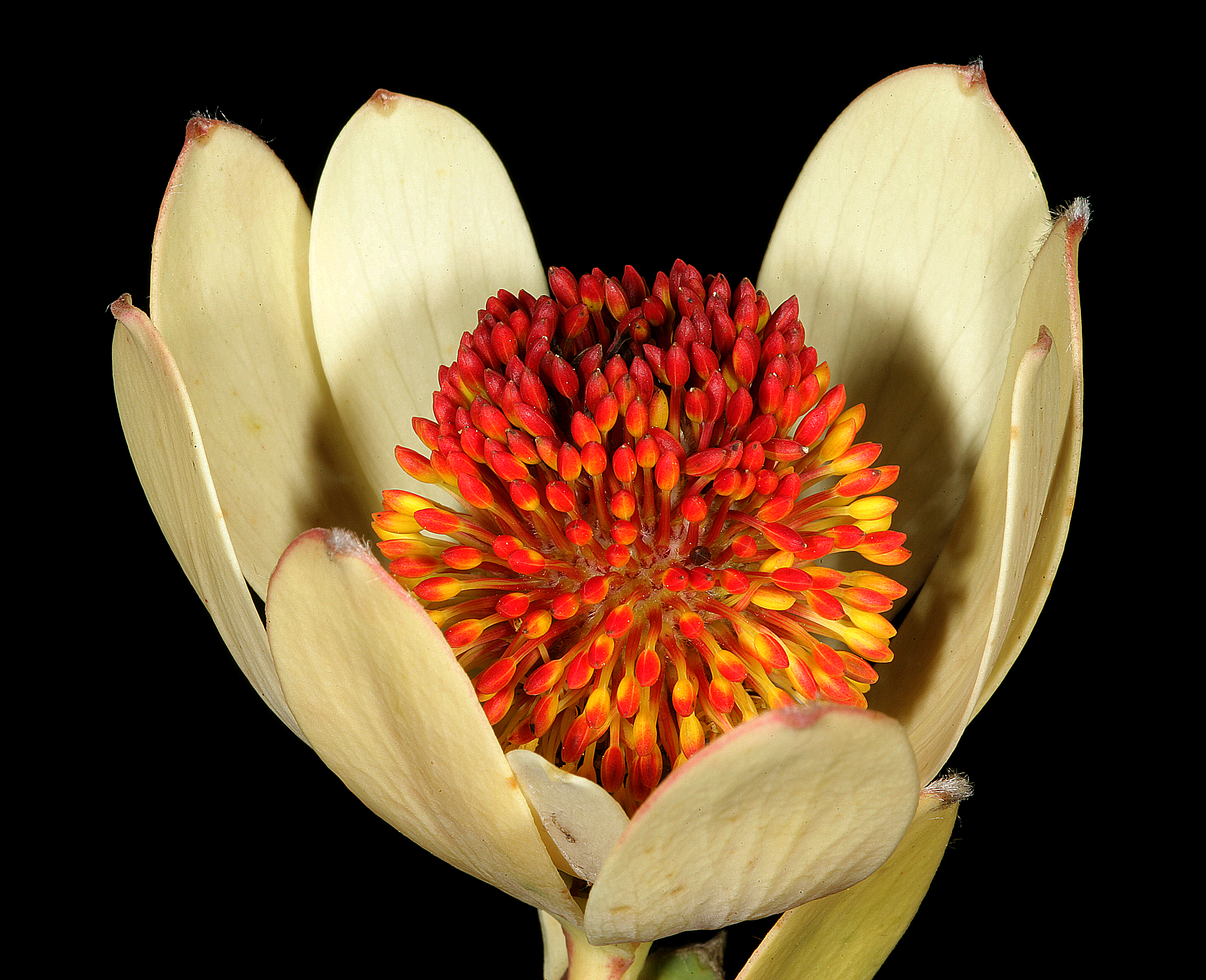
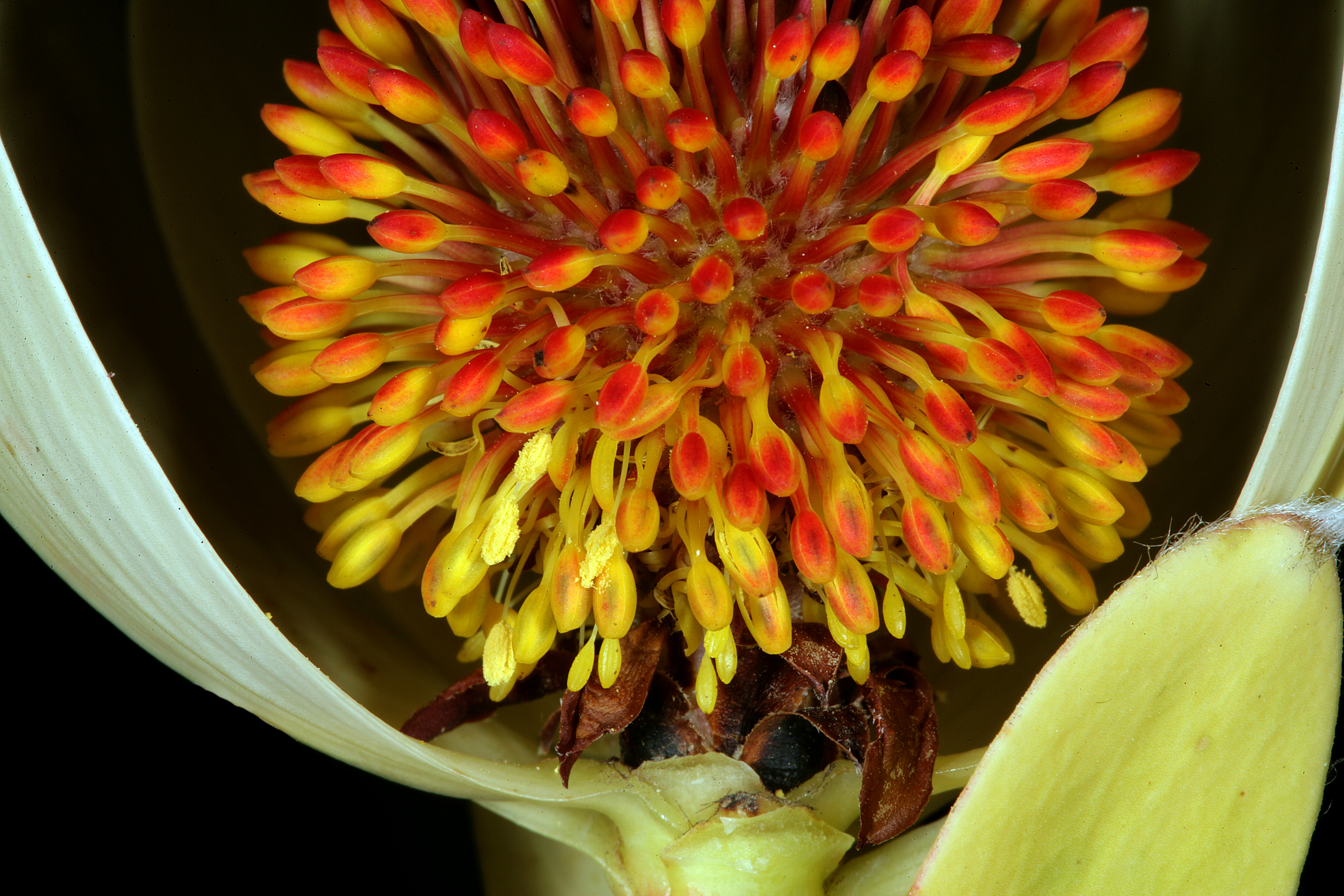
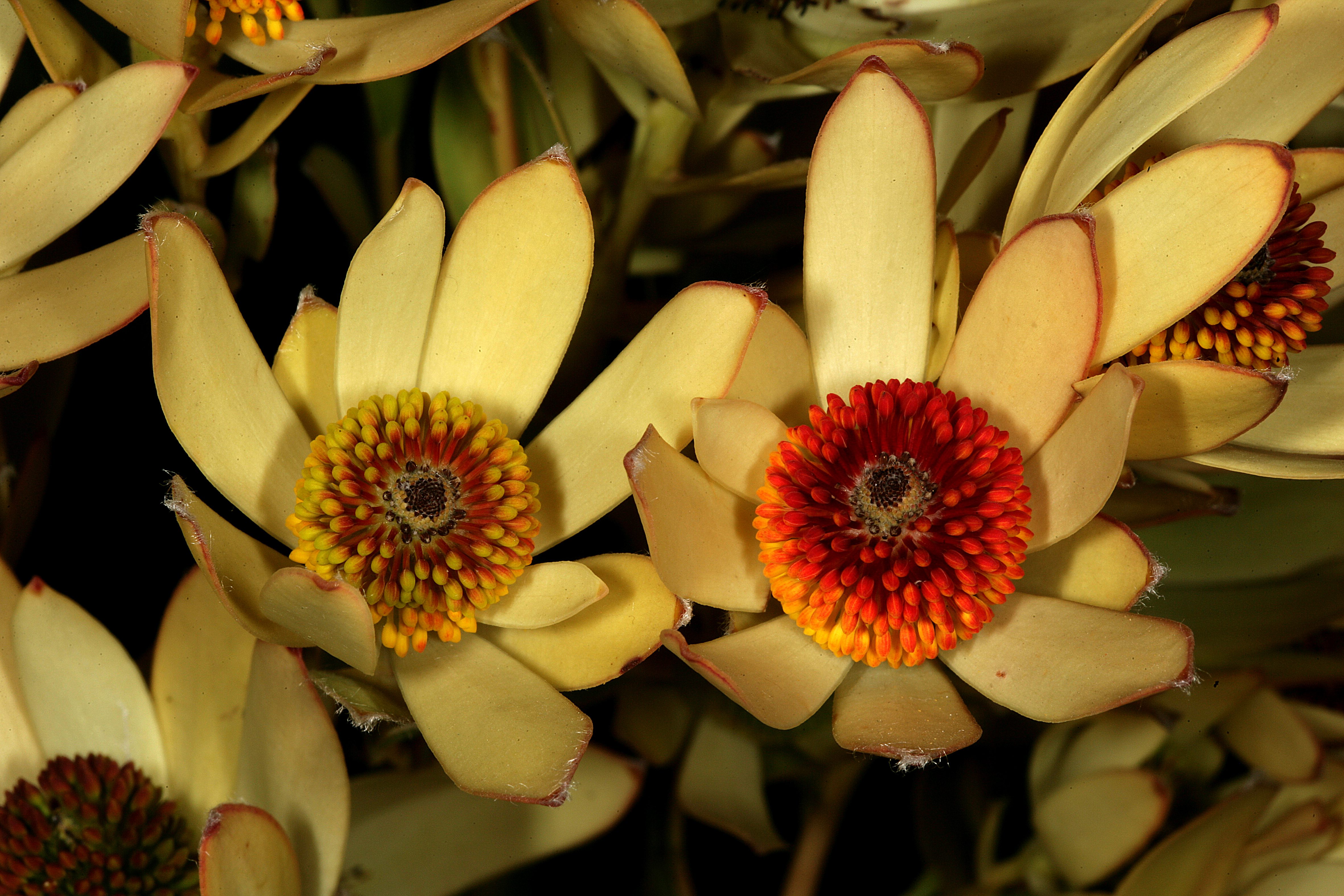
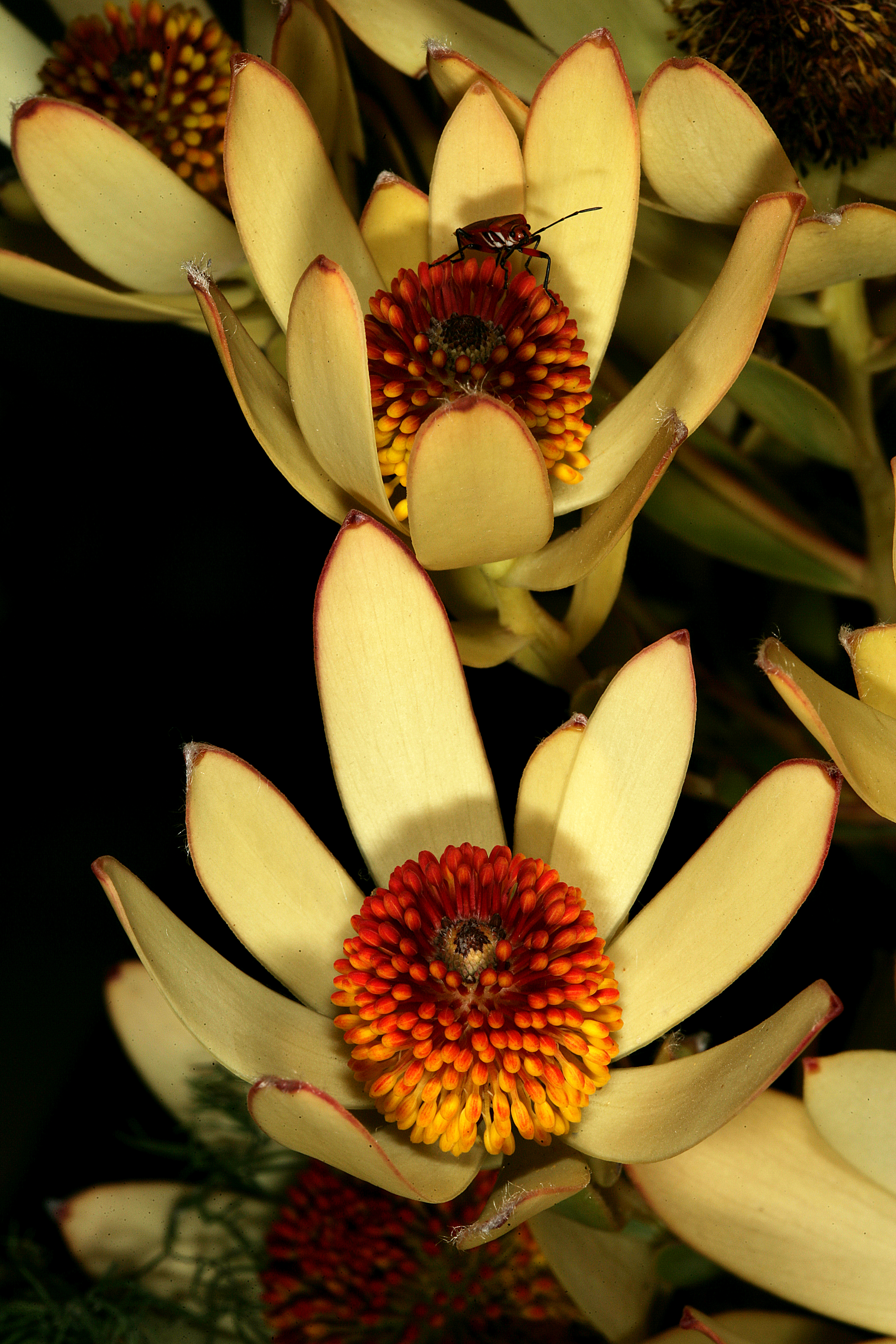
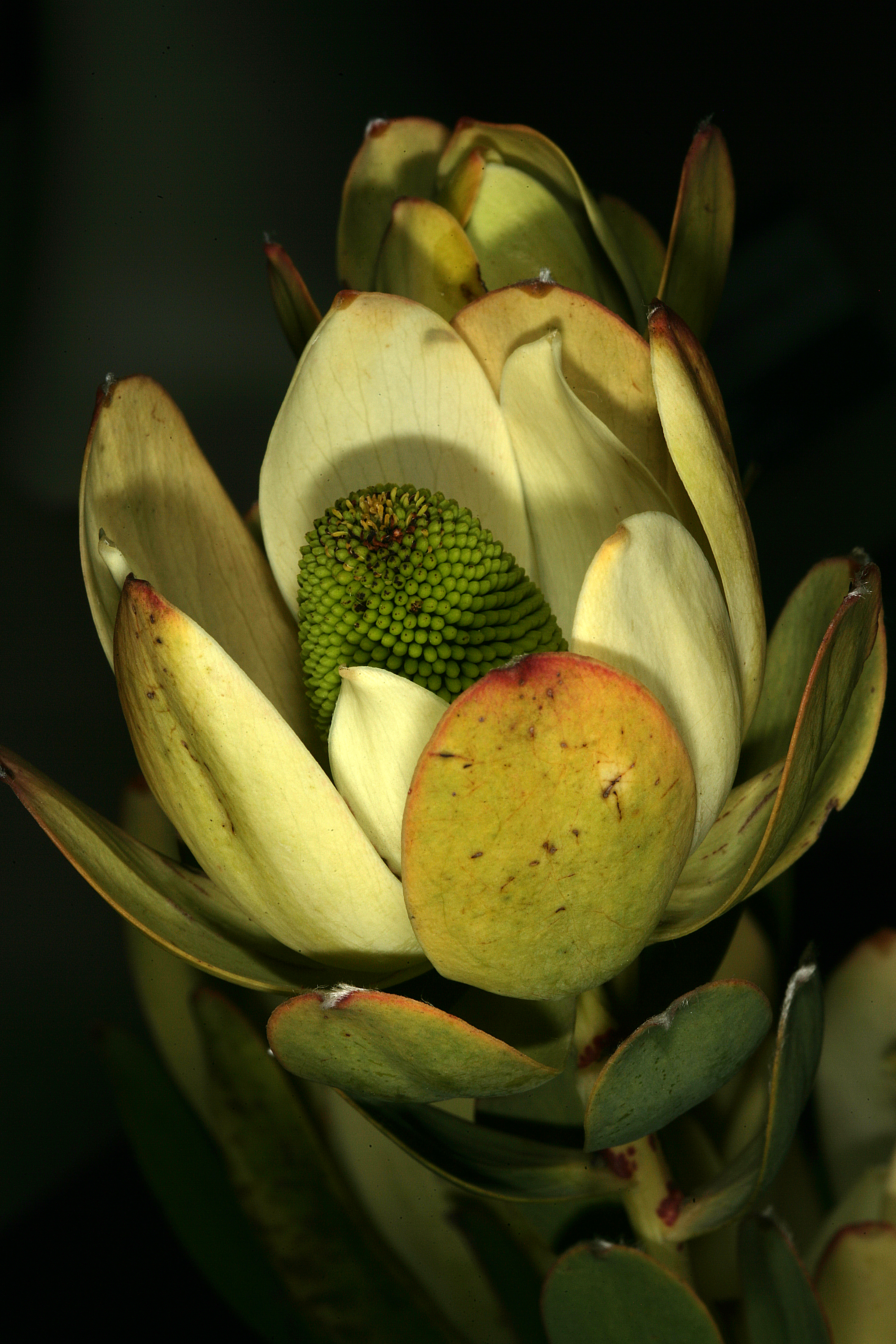
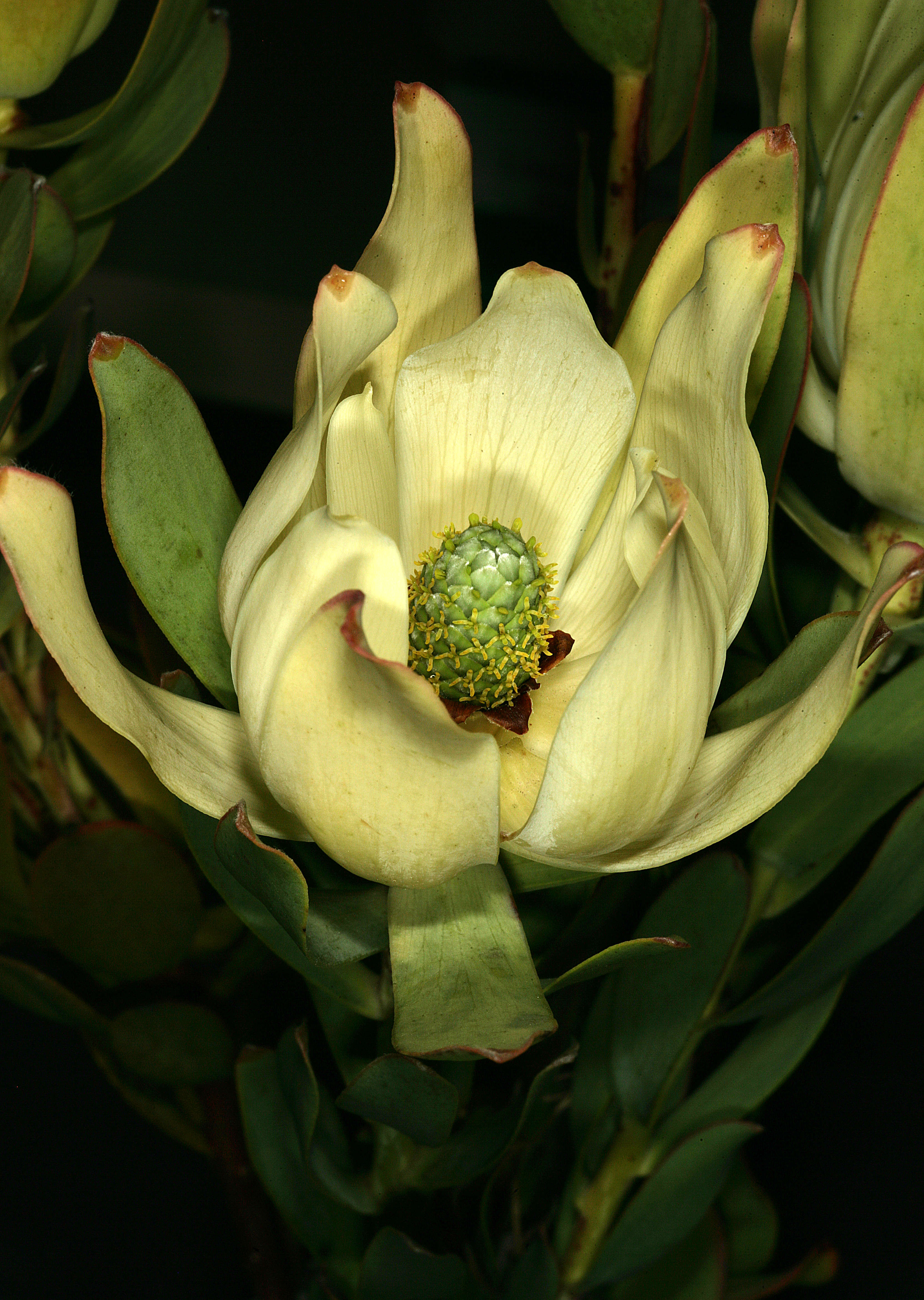
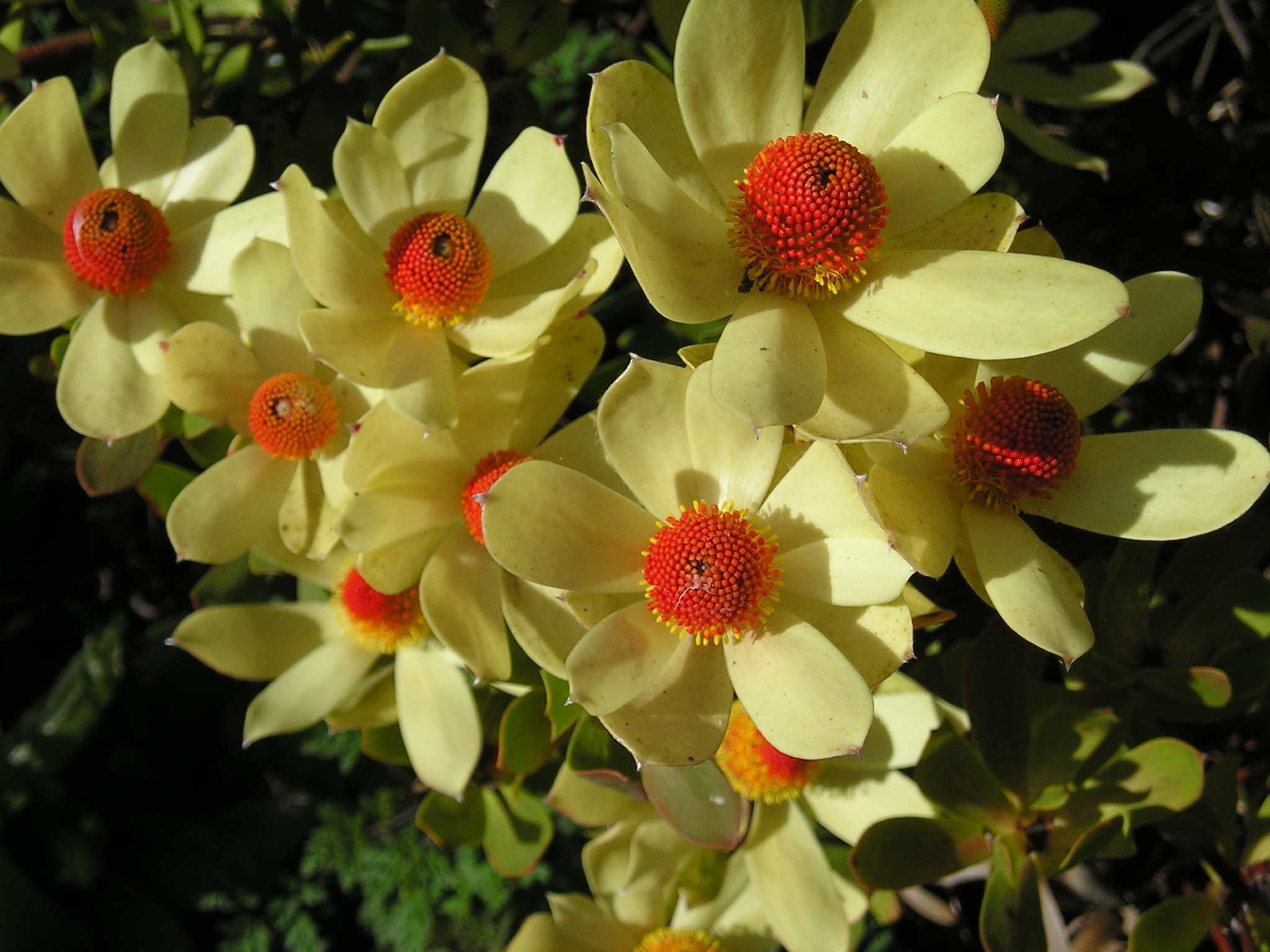

## Systématique
Le nom correct complet (avec auteur) de ce taxon est Leucadendron discolor E.Phillips & Hutch., 1912.
En anglais, la plante est connue sous le nom de « Piketberg Conebush » et en afrikaans sous le nom de « Rooitolbos ». 